# إدواردو كويفاس
إدواردو كويفاس (بالإسبانية: Eduardo Cuevas)‏ هو دراج تشيلي، ولد في 20 يونيو 1951.

## وصلات خارجية
- إدواردو كويفاس على موقع أرشيف الدراجات (الإنجليزية)
- إدواردو كويفاس على موقع أوليمبيديا (الإنجليزية)